# Europese auto in 2004
Dit artikel geeft een overzicht van alle Europese personenwagens die op de markt kwamen in 2004. De auto's staan alfabetisch gerangschikt per merk.
| Alfa Romeo |                  | concern:          | FIAT Italië |
| Alfa Romeo | divisie:         |                   |             |
| Alfa Romeo | merk:            | Alfa Romeo Italië |             |
| Alfa Romeo | model:           | Crosswagon Q4     |             |
| Alfa Romeo | einde productie: | 2006              |             |
| Alfa Romeo | productieaantal: | ?                 |             |

| Aston Martin |                  | concern:                         | Ford Motor Company Verenigde Staten |
| Aston Martin | divisie:         |                                  |                                     |
| Aston Martin | merk:            | Aston Martin Verenigd Koninkrijk |                                     |
| Aston Martin | model:           | DB9 coupé/Volante                |                                     |
| Aston Martin | einde productie: | 2010                             |                                     |
| Aston Martin | productieaantal: | ?                                |                                     |

| Audi |                  | concern:       | Volkswagen AG Duitsland |
| Audi | divisie:         |                |                         |
| Audi | merk:            | Audi Duitsland |                         |
| Audi | model:           | A3 Sportback   |                         |
| Audi | einde productie: | ?              |                         |
| Audi | productieaantal: | ?              |                         |

| Audi |                  | concern:                                                 | Volkswagen AG Duitsland |
| Audi | divisie:         |                                                          |                         |
| Audi | merk:            | Audi Duitsland                                           |                         |
| Audi | model:           | S4 cabriolet (3e generatie; sportieve variant van de A4) |                         |
| Audi | einde productie: | 2004                                                     |                         |
| Audi | productieaantal: | ?                                                        |                         |

| Audi |                  | concern:                                                                            | Volkswagen AG Duitsland |
| Audi | divisie:         |                                                                                     |                         |
| Audi | merk:            | Audi Duitsland                                                                      |                         |
| Audi | model:           | A6 sedan (3e generatie) RS6 Plus (nog krachtiger variant van de RS6 Avant uit 2002) |                         |
| Audi | einde productie: | 2011 (A6), 2004 (RS6 Plus)                                                          |                         |
| Audi | productieaantal: | 999 (RS6 Plus)                                                                      |                         |

| BMW |                  | concern:                            | onafhankelijk |
| BMW | divisie:         |                                     |               |
| BMW | merk:            | BMW Duitsland                       |               |
| BMW | model:           | 1-serie 5-deur (E87) (1e generatie) |               |
| BMW | einde productie: | 2011                                |               |
| BMW | productieaantal: | ?                                   |               |

| BMW |                  | concern:              | onafhankelijk |
| BMW | divisie:         |                       |               |
| BMW | merk:            | BMW Duitsland         |               |
| BMW | model:           | 5-serie (E61) Touring |               |
| BMW | einde productie: | 2010                  |               |
| BMW | productieaantal: | ?                     |               |

| BMW |                  | concern:                | onafhankelijk |
| BMW | divisie:         |                         |               |
| BMW | merk:            | BMW Duitsland           |               |
| BMW | model:           | 6-serie (E64) cabriolet |               |
| BMW | einde productie: | 2010                    |               |
| BMW | productieaantal: | ?                       |               |

| Citroën |                  | concern:          | PSA Peugeot Citroën Frankrijk |
| Citroën | divisie:         |                   |                               |
| Citroën | merk:            | Citroën Frankrijk |                               |
| Citroën | model:           | C3 X-TR           |                               |
| Citroën | einde productie: | 2009              |                               |
| Citroën | productieaantal: | ?                 |                               |

| Citroën |                  | concern:                        | PSA Peugeot Citroën Frankrijk |
| Citroën | divisie:         |                                 |                               |
| Citroën | merk:            | Citroën Frankrijk               |                               |
| Citroën | model:           | C4 berline/coupe (1e generatie) |                               |
| Citroën | einde productie: | 2011                            |                               |
| Citroën | productieaantal: | 2.300.100 (alle varianten)      |                               |

| Citroën |                  | concern:          | PSA Peugeot Citroën Frankrijk |
| Citroën | divisie:         |                   |                               |
| Citroën | merk:            | Citroën Frankrijk |                               |
| Citroën | model:           | C5 -/break        |                               |
| Citroën | einde productie: | 2008              |                               |
| Citroën | productieaantal: | ?                 |                               |

| Dacia |                  | concern:                                                           | Renault-Nissan Frankrijk |
| Dacia | divisie:         |                                                                    |                          |
| Dacia | merk:            | Dacia Roemenië                                                     |                          |
| Dacia | model:           | Logan (1e generatie; in sommige landen als Renault Logan verkocht) |                          |
| Dacia | einde productie: | 2012                                                               |                          |
| Dacia | productieaantal: | ca. 500.000                                                        |                          |

| Ferrari |                  | concern:       | FIAT Italië |
| Ferrari | divisie:         |                |             |
| Ferrari | merk:            | Ferrari Italië |             |
| Ferrari | model:           | 612 Scaglietti |             |
| Ferrari | einde productie: | 2011           |             |
| Ferrari | productieaantal: | 3025           |             |

| Ferrari |                  | concern:        | FIAT Italië |
| Ferrari | divisie:         |                 |             |
| Ferrari | merk:            | Ferrari Italië  |             |
| Ferrari | model:           | F430 Berlinetta |             |
| Ferrari | einde productie: | 2009            |             |
| Ferrari | productieaantal: | ca. 10.500      |             |

| FIAT |                  | concern:    | onafhankelijk |
| FIAT | divisie:         |             |               |
| FIAT | merk:            | FIAT Italië |               |
| FIAT | model:           | Multipla    |               |
| FIAT | einde productie: | ?           |               |
| FIAT | productieaantal: | ?           |               |

| FIAT |                  | concern:        | onafhankelijk |
| FIAT | divisie:         |                 |               |
| FIAT | merk:            | FIAT Italië     |               |
| FIAT | model:           | Panda 4x4 / SUV |               |
| FIAT | einde productie: | ?               |               |
| FIAT | productieaantal: | ?               |               |

| Jaguar |                  | concern:                                                    | Ford Motor Company Verenigde Staten |
| Jaguar | divisie:         |                                                             |                                     |
| Jaguar | merk:            | Jaguar Verenigd Koninkrijk                                  |                                     |
| Jaguar | model:           | X-Type Estate stationwagen (gebaseerd op de sedan uit 2001) |                                     |
| Jaguar | einde productie: | 2009                                                        |                                     |
| Jaguar | productieaantal: | ?                                                           |                                     |

| Koenigsegg |                  | concern:          | onafhankelijk |
| Koenigsegg | divisie:         |                   |               |
| Koenigsegg | merk:            | Koenigsegg Zweden |               |
| Koenigsegg | model:           | CCR sportwagen    |               |
| Koenigsegg | einde productie: | 2006              |               |
| Koenigsegg | productieaantal: | 14                |               |

| Lamborghini |                  | concern:                                             | Volkswagen AG Duitsland |
| Lamborghini | divisie:         |                                                      |                         |
| Lamborghini | merk:            | Lamborghini Italië                                   |                         |
| Lamborghini | model:           | Murciélago roadster (afgeleid van de coupé uit 2002) |                         |
| Lamborghini | einde productie: | 2010                                                 |                         |
| Lamborghini | productieaantal: | 899                                                  |                         |

| Lancia |                  | concern:                      | FIAT Italië |
| Lancia | divisie:         |                               |             |
| Lancia | merk:            | Lancia Italië                 |             |
| Lancia | model:           | Musa kleine mpv (1 generatie) |             |
| Lancia | einde productie: | medio 2012                    |             |
| Lancia | productieaantal: | 238.339 (verkocht in Europa)  |             |

| Land Rover |                  | concern:                                    | Ford Motor Company Verenigde Staten |
| Land Rover | divisie:         |                                             |                                     |
| Land Rover | merk:            | Land Rover Verenigd Koninkrijk              |                                     |
| Land Rover | model:           | Discovery / LR3 vijfdeur-suv (3e generatie) |                                     |
| Land Rover | einde productie: | 2009                                        |                                     |
| Land Rover | productieaantal: | ?                                           |                                     |

| Lotus |                  | concern:                                                   | Proton Maleisië |
| Lotus | divisie:         |                                                            |                 |
| Lotus | merk:            | Lotus Verenigd Koninkrijk                                  |                 |
| Lotus | model:           | Exige Series 2 coupé (2e generatie; gebaseerd op de Elise) |                 |
| Lotus | einde productie: | 2011                                                       |                 |
| Lotus | productieaantal: | ?                                                          |                 |

| Marcos |                  | concern:                   | onafhankelijk |
| Marcos | divisie:         |                            |               |
| Marcos | merk:            | Marcos Verenigd Koninkrijk |               |
| Marcos | model:           | TS                         |               |
| Marcos | einde productie: | ?                          |               |
| Marcos | productieaantal: | ?                          |               |

| Marcos |                  | concern:                   | onafhankelijk |
| Marcos | divisie:         |                            |               |
| Marcos | merk:            | Marcos Verenigd Koninkrijk |               |
| Marcos | model:           | TSO                        |               |
| Marcos | einde productie: | ?                          |               |
| Marcos | productieaantal: | ?                          |               |

| Maserati |                  | concern: | FIAT Italië |
| Maserati | divisie:         | |             |
| Maserati | merk:            | Maserati Italië                                                                                                |             |
| Maserati | model:           | GranSport coupé (1 generatie; krachtiger variant van de Coupé uit 2002; de cabrioletvariant verscheen in 2006) |             |
| Maserati | einde productie: | 2007 |             |
| Maserati | productieaantal: | 2613 |             |

| Maserati |                  | concern:                                             | FIAT Italië |
| Maserati | divisie:         |                                                      |             |
| Maserati | merk:            | Maserati Italië                                      |             |
| Maserati | model:           | MC12 coupé-sportwagen (gebaseerd op de Ferrari Enzo) |             |
| Maserati | einde productie: | 2005                                                 |             |
| Maserati | productieaantal: | 62 (inclusief 12 racewagens)                         |             |

| Maserati |                  | concern:                            | FIAT Italië |
| Maserati | divisie:         |                                     |             |
| Maserati | merk:            | Maserati Italië                     |             |
| Maserati | model:           | Quattroporte V sedan (5e generatie) |             |
| Maserati | einde productie: | 2012                                |             |
| Maserati | productieaantal: | ruim 25.000                         |             |

| Mercedes-Benz |                  | concern:                                                        | DaimlerChrysler Duitsland |
| Mercedes-Benz | divisie:         |                                                                 |                           |
| Mercedes-Benz | merk:            | Mercedes-Benz Duitsland                                         |                           |
| Mercedes-Benz | model:           | A-Klasse drie- en vijfdeurhatchback (C169 / W169; 2e generatie) |                           |
| Mercedes-Benz | einde productie: | juli 2010 (driedeur), 19 april 2012 (vijfdeur)                  |                           |
| Mercedes-Benz | productieaantal: | ca. 1 miljoen                                                   |                           |

| Mercedes-Benz |                  | concern:                                      | DaimlerChrysler Duitsland |
| Mercedes-Benz | divisie:         |                                               |                           |
| Mercedes-Benz | merk:            | Mercedes-Benz Duitsland                       |                           |
| Mercedes-Benz | model:           | CLS-Klasse vierdeurcoupé (C219; 1e generatie) |                           |
| Mercedes-Benz | einde productie: | augustus 2010                                 |                           |
| Mercedes-Benz | productieaantal: | bijna 174.000                                 |                           |

| Mercedes-Benz |                  | concern:                                 | DaimlerChrysler Duitsland |
| Mercedes-Benz | divisie:         |                                          |                           |
| Mercedes-Benz | merk:            | Mercedes-Benz Duitsland                  |                           |
| Mercedes-Benz | model:           | SLK-Klasse roadster (R171; 2e generatie) |                           |
| Mercedes-Benz | einde productie: | november 2010                            |                           |
| Mercedes-Benz | productieaantal: | ca. 242.000                              |                           |

| MG |                  | concern:               | BMW Duitsland |
| MG | divisie:         |                        |               |
| MG | merk:            | MG Verenigd Koninkrijk |               |
| MG | model:           | ZS hatchback / sedan   |               |
| MG | einde productie: | 2007                   |               |
| MG | productieaantal: | ?                      |               |

| Mini |                  | concern:                                                                            | BMW Duitsland |
| Mini | divisie:         |                                                                                     |               |
| Mini | merk:            | Mini Verenigd Koninkrijk                                                            |               |
| Mini | model:           | One / sportiever Cooper cabriolet (1e generatie; variant van de hatchback uit 2001) |               |
| Mini | einde productie: | begin augustus 2008                                                                 |               |
| Mini | productieaantal: | ca. 164.000                                                                         |               |

| Morgan |                  | concern:                   | onafhankelijk |
| Morgan | divisie:         |                            |               |
| Morgan | merk:            | Morgan Verenigd Koninkrijk |               |
| Morgan | model:           | Roadster                   |               |
| Morgan | einde productie: | ?                          |               |
| Morgan | productieaantal: | ?                          |               |

| Opel Vauxhall |                  | concern: | General Motors Verenigde Staten |
| Opel Vauxhall | divisie:         | |                                 |
| Opel Vauxhall | merk:            | Opel Duitsland en Vauxhall Verenigd Koninkrijk                                                                         |                                 |
| Opel Vauxhall | model:           | Astra vijfdeurhatchback / Caravan stationwagen (3e generatie)                                                          |                                 |
| Opel Vauxhall | einde productie: | 2009 (hatchback); 2010 (stationwagen)                                                                                  |                                 |
| Opel Vauxhall | productieaantal: | ruim 2,7 miljoen (verkocht; inclusief de driedeurhatchback uit 2005, de coupé-cabriolet uit 2006 en de sedan uit 2007) |                                 |

| Opel Vauxhall |                  | concern:                                                                                       | General Motors Verenigde Staten |
| Opel Vauxhall | divisie:         |                                                                                                |                                 |
| Opel Vauxhall | merk:            | Opel Duitsland en Vauxhall Verenigd Koninkrijk                                                 |                                 |
| Opel Vauxhall | model:           | Tigra TwinTop coupé-cabriolet (2e generatie; gebaseerd op de 3e generatie Opel Corsa uit 2000) |                                 |
| Opel Vauxhall | einde productie: | 2009                                                                                           |                                 |
| Opel Vauxhall | productieaantal: | 88.390 (verkocht in Europa)                                                                    |                                 |

| Peugeot |                  | concern:                                  | PSA Peugeot Citroën Frankrijk |
| Peugeot | divisie:         |                                           |                               |
| Peugeot | merk:            | Peugeot Frankrijk                         |                               |
| Peugeot | model:           | 407 sedan / SW stationwagen (1 generatie) |                               |
| Peugeot | einde productie: | december 2010                             |                               |
| Peugeot | productieaantal: | 896.400 (inclusief de coupé uit 2005)     |                               |

| Porsche |                  | concern:                          | onafhankelijk |
| Porsche | divisie:         |                                   |               |
| Porsche | merk:            | Porsche Duitsland                 |               |
| Porsche | model:           | 911 2+2-coupé (997; 6e generatie) |               |
| Porsche | einde productie: | 2012                              |               |
| Porsche | productieaantal: | 96.201                            |               |

| Porsche |                  | concern:                             | onafhankelijk |
| Porsche | divisie:         |                                      |               |
| Porsche | merk:            | Porsche Duitsland                    |               |
| Porsche | model:           | Boxster roadster (987; 2e generatie) |               |
| Porsche | einde productie: | 2012                                 |               |
| Porsche | productieaantal: | 79.093                               |               |

| Renault |                  | concern:          | onafhankelijk |
| Renault | divisie:         |                   |               |
| Renault | merk:            | Renault Frankrijk |               |
| Renault | model:           | Grand Scénic      |               |
| Renault | einde productie: | 2009              |               |
| Renault | productieaantal: | ?                 |               |

| Renault |                  | concern: | onafhankelijk |
| Renault | divisie:         | |               |
| Renault | merk:            | Renault Frankrijk |               |
| Renault | model:           | Modus kleine mpv (1 generatie; afgeleid van de derde generatie Clio; in 2008 verscheen de iets langere Grand Modus naast de gefacelifte standaard Modus) |               |
| Renault | einde productie: | 2012 |               |
| Renault | productieaantal: | 665.339 |               |

| Rover |                  | concern:                  | onafhankelijk |
| Rover | divisie:         |                           |               |
| Rover | merk:            | Rover Verenigd Koninkrijk |               |
| Rover | model:           | 45 hatchback / sedan      |               |
| Rover | einde productie: | 2006                      |               |
| Rover | productieaantal: | ?                         |               |

| Rover |                  | concern:                  | onafhankelijk |
| Rover | divisie:         |                           |               |
| Rover | merk:            | Rover Verenigd Koninkrijk |               |
| Rover | model:           | 75                        |               |
| Rover | einde productie: | 2006                      |               |
| Rover | productieaantal: | ?                         |               |

| Rover |                  | concern:                  | onafhankelijk |
| Rover | divisie:         |                           |               |
| Rover | merk:            | Rover Verenigd Koninkrijk |               |
| Rover | model:           | City                      |               |
| Rover | einde productie: | 2004                      |               |
| Rover | productieaantal: | ?                         |               |

| SEAT |                  | concern:                       | Volkswagen AG Duitsland |
| SEAT | divisie:         |                                |                         |
| SEAT | merk:            | SEAT Spanje                    |                         |
| SEAT | model:           | Altea kleine mpv (1 generatie) |                         |
| SEAT | einde productie: | 2015                           |                         |
| SEAT | productieaantal: | 489.318 (verkocht in Europa)   |                         |

| SEAT |                  | concern:    | Volkswagen AG Duitsland |
| SEAT | divisie:         |             |                         |
| SEAT | merk:            | Seat Spanje |                         |
| SEAT | model:           | Toledo      |                         |
| SEAT | einde productie: | 2009        |                         |
| SEAT | productieaantal: | ?           |                         |

| Škoda |                  | concern:                                             | Volkswagen AG Duitsland |
| Škoda | divisie:         |                                                      |                         |
| Škoda | merk:            | Škoda Tsjechië                                       |                         |
| Škoda | model:           | Octavia vijfdeurliftback (2e generatie)              |                         |
| Škoda | einde productie: | 2013                                                 |                         |
| Škoda | productieaantal: | ca. 2,5 miljoen (inclusief de stationwagen uit 2005) |                         |

| Smart |                  | concern:                                                                                        | DaimlerChrysler Duitsland |
| Smart | divisie:         |                                                                                                 |                           |
| Smart | merk:            | Smart Duitsland                                                                                 |                           |
| Smart | model:           | Forfour vijfdeurhatchback (1e generatie; gebaseerd op de 6e generatie Mitsubishi Colt uit 2002) |                           |
| Smart | einde productie: | juni 2006                                                                                       |                           |
| Smart | productieaantal: | 132.706                                                                                         |                           |

| Volkswagen |                  | concern:             | onafhankelijk |
| Volkswagen | divisie:         |                      |               |
| Volkswagen | merk:            | Volkswagen Duitsland |               |
| Volkswagen | model:           | Caddy                |               |
| Volkswagen | einde productie: | 2010                 |               |
| Volkswagen | productieaantal: | ?                    |               |

| Volvo |                  | concern:     | Ford Motor Company Verenigde Staten |
| Volvo | divisie:         |              |                                     |
| Volvo | merk:            | Volvo Zweden |                                     |
| Volvo | model:           | V50          |                                     |
| Volvo | einde productie: | ?            |                                     |
| Volvo | productieaantal: | ?            |                                     |